# Chrysodeixis papuasiae
Chrysodeixis papuasiae là một loài bướm đêm trong họ Noctuidae.